# Aéraulique
Ne doit pas être confondu avec aérodynamique.
L'aéraulique est la branche de la physique qui traite de l'étude de l'écoulement de l'air et de ses applications. Les applications sont nombreuses dans les bâtiments : ventilation, traitement de l'air, climatisation, dépoussiérage et désenfumage.